# سكينة الأولى (اسماعيلية)
سكينة الأولى (بالفارسية: سکینه یک) هي قرية وتقع في إيران في قسم إسماعيلية الريفي.